# Sportovní gymnastika na Letních olympijských hrách 1956
Sportovní gymnastika na Letních olympijských hrách 1956.

## Medailisté

### Muži
| Soutěž                | Zlato | Stříbro | Bronz |
| --------------------- | --- | --- | --- |
| Víceboj – družstva    | Sovětský svaz (URS) · Albert Azarjan · Viktor Čukarin · Valentin Muratov · Boris Šachlin · Pavel Stolbov · Jurij Titov | Japonsko (JPN) · Nobujuki Aihara · Akira Kono · Masami Kubota · Takaši Ono · Masao Takemoto · Shinsaku Tsukawaki | Finsko (FIN) · Raimo Heinonen · Olavi Laimuvirta · Onni Lappalainen · Berndt Lindfors · Martti Mansikka · Kalevi Suoniemi |
| Víceboj – jednotlivci | Viktor Čukarin · Sovětský svaz (URS)                                                                                   | Takaši Ono · Japonsko (JPN)                                                                                      | Jurij Titov · Sovětský svaz (URS)                                                                                         |
| Prostná               | Valentin Muratov · Sovětský svaz (URS)                                                                                 | Nobujuki Aihara · Japonsko (JPN)                                                                                 | nebyla udělena |
| Prostná               | Valentin Muratov · Sovětský svaz (URS)                                                                                 | William Thoresson · Švédsko (SWE)                                                                                | nebyla udělena |
| Prostná               | Valentin Muratov · Sovětský svaz (URS)                                                                                 | Viktor Čukarin · Sovětský svaz (URS)                                                                             | nebyla udělena |
| Kůň našíř             | Boris Šachlin · Sovětský svaz (URS)                                                                                    | Takaši Ono · Japonsko (JPN)                                                                                      | Viktor Čukarin · Sovětský svaz (URS)                                                                                      |
| Kruhy                 | Albert Azarjan · Sovětský svaz (URS)                                                                                   | Valentin Muratov · Sovětský svaz (URS)                                                                           | Masao Takemoto · Japonsko (JPN)                                                                                           |
| Kruhy                 | Albert Azarjan · Sovětský svaz (URS)                                                                                   | Valentin Muratov · Sovětský svaz (URS)                                                                           | Masumi Kubota · Japonsko (JPN)                                                                                            |
| Přeskok               | Helmut Bantz · Tým sjednoceného Německa (EUA)                                                                          | nebyla udělena                                                                                                   | Jurij Titov · Sovětský svaz (URS)                                                                                         |
| Přeskok               | Valentin Muratov · Sovětský svaz (URS)                                                                                 | nebyla udělena                                                                                                   | Jurij Titov · Sovětský svaz (URS)                                                                                         |
| Bradla                | Viktor Čukarin · Sovětský svaz (URS)                                                                                   | Masumi Kubota · Japonsko (JPN)                                                                                   | Takaši Ono · Japonsko (JPN)                                                                                               |
| Bradla                | Viktor Čukarin · Sovětský svaz (URS)                                                                                   | Masumi Kubota · Japonsko (JPN)                                                                                   | Masao Takemoto · Japonsko (JPN)                                                                                           |
| Hrazda                | Takaši Ono · Japonsko (JPN)                                                                                            | Jurij Titov · Sovětský svaz (URS)                                                                                | Masao Takemoto · Japonsko (JPN)                                                                                           |

### Ženy
| Soutěž                     | Zlato | Stříbro | Bronz |
| -------------------------- | --- | --- | --- |
| Víceboj – družstva         | Sovětský svaz (URS) · Polina Astachovová · Ljudmila Jegorovová · Lidija Kalininová · Larisa Latyninová · Tamara Maninová · Sofja Muratovová | Maďarsko (HUN) · Andrea Molnár-Bodó · Erzsébet Kötelesová · Ágnes Keletiová · Alice Kertész · Margit Korondiová · Olga Lemhényi-Tass | Rumunsko (ROU) · Georgeta Hurmuzachi · Sonia Iovan · Elena Leuşteanu · Elena Mărgărit · Elena Săcălici · Emilia Vătăşoiu                    |
| Společné sestavy s náčiním | Maďarsko (HUN) · Andrea Molnár-Bodó · Erzsébet Kötelesová · Ágnes Keletiová · Alice Kertész · Margit Korondiová · Olga Lemhényi-Tass        | Švédsko (SWE) · Karin Lindbergová · Ann-Sofi Pettersson · Eva Rönström · Evy Berggren · Doris Hedberg · Maud Karlén                  | Sovětský svaz (URS) · Polina Astachovová · Ljudmila Jegorovová · Lidija Kalininová · Larisa Latyninová · Tamara Maninová · Sofja Muratovová |
| Společné sestavy s náčiním | Maďarsko (HUN) · Andrea Molnár-Bodó · Erzsébet Kötelesová · Ágnes Keletiová · Alice Kertész · Margit Korondiová · Olga Lemhényi-Tass        | Švédsko (SWE) · Karin Lindbergová · Ann-Sofi Pettersson · Eva Rönström · Evy Berggren · Doris Hedberg · Maud Karlén                  | Polsko (POL) · Helena Rakoczy · Natalia Kot · Danuta Nowak-Stachow · Dorota Horzonek-Jokiel · Barbara Wilk-Ślizowska · Lidia Szczerbińska   |
| Víceboj – jednotlivci      | Larisa Latyninová · Sovětský svaz (URS) | Ágnes Keletiová · Maďarsko (HUN) | Sofja Muratovová · Sovětský svaz (URS) |
| Přeskok                    | Larisa Latyninová · Sovětský svaz (URS) | Tamara Maninová · Sovětský svaz (URS)                                                                                                | Olga Lemhényi-Tass · Maďarsko (HUN) |
| Přeskok                    | Larisa Latyninová · Sovětský svaz (URS) | Tamara Maninová · Sovětský svaz (URS)                                                                                                | Ann-Sofi Pettersson · Švédsko (SWE) |
| Bradla                     | Ágnes Keletiová · Maďarsko (HUN) | Larisa Latyninová · Sovětský svaz (URS)                                                                                              | Sofja Muratovová · Sovětský svaz (URS) |
| Kladina                    | Ágnes Keletiová · Maďarsko (HUN) | Eva Bosáková · Československo (TCH)                                                                                                  | nebyla udělena |
| Kladina                    | Ágnes Keletiová · Maďarsko (HUN) | Tamara Maninová · Sovětský svaz (URS)                                                                                                | nebyla udělena |
| Prostná                    | Ágnes Keletiová · Maďarsko (HUN) | nebyla udělena | Elena Leuşteanu · Rumunsko (ROU) |
| Prostná                    | Larisa Latyninová · Sovětský svaz (URS) | nebyla udělena | Elena Leuşteanu · Rumunsko (ROU) |

## Přehled medailí
| Pořadí | Země                           | Zlato | Stříbro | Bronz | Celkově |
| ------ | ------------------------------ | ----- | ------- | ----- | ------- |
| 1.     | Sovětský svaz (URS)            | 11    | 6       | 6     | 23      |
| 2.     | Maďarsko (HUN)                 | 4     | 2       | 1     | 7       |
| 3.     | Japonsko (JPN)                 | 1     | 5       | 5     | 11      |
| 4.     | Tým sjednoceného Německa (EUA) | 1     | 0       | 0     | 1       |
| 5.     | Švédsko (SWE)                  | 0     | 2       | 1     | 3       |
| 6.     | Československo (TCH)           | 0     | 1       | 0     | 1       |
| 7.     | Rumunsko (ROU)                 | 0     | 0       | 2     | 2       |
| 8.     | Finsko (FIN)                   | 0     | 0       | 1     | 1       |
| 8.     | Polsko (POL)                   | 0     | 0       | 1     | 1       |
| Celkem | Celkem                         | 17    | 16      | 17    | 50      |